# Аферентна артериола
Аферентните (вливащите) артериоли са група кръвоносни съдове, които доставят кръв за филтрация до гломерулите на нефроните в отделителните системи на много животински организми. Те играят важна роля в регулирането на кръвното налягане като част от механизма на тубуло-гломерулната обратна връзка. Бъбреците са само 1% от теглото на тялото, но през аферентните артериоли преминават 20% от целия кръвен обем. Аферентните артериоли се отделят като разклонения на бъбречната артерия, която доставя кръв към бъбреците. Те завършват в гломерулните капиляри. На излизане от Баумановата капсула кръвта се отвежда от еферентната артериола към перитубулните капиляри, а оттам към бъбречната вена.

## Хомеостаза
Когато бъбречното кръвообращение се намали или затрудни поради ниско кръвно налягане (хипотония), или намалее концентрацията на натриеви или хлорни йони, формацията макула денза на дисталните каналчета секретира простагландини, които карат определени клетки от юкстагломеруларния апарат , обличащи стените на аферентните артериоли, да секретират хормона ренин, активиращ ренин-ангиотензин-алдостероновата система, да повиши кръвното налягане и да увеличи задържането на натриеви йони, посредством действието на хормона алдостерон.
Клетките на макула денза могат да спомогнат за подобряване на местната циркулация (да увеличат кръвното налягане на аферентните артериоли) чрез повишаване синтеза на азотен оксид или намаляване синтеза на аденозин или ATP. На пръв поглед това е парадоксално, понеже азотният окис е вазодилаторно вещество, но фактически повишеният приток на кръв през разширените аферентни артериоли е гаранция за пълно снабдяване на гломерулните капиляри с кръв за филтриране. Вазоконстрикция (стягане) на аферентните артериоли води до пад на гломерулната филтрация.

## Други илюстрации
Етикетът на аферентната артериола в легендата е даден в червено.
|  | ЛЕГЕНДА: A – Бъбречно телце (Renal corpuscle) B – Проксимално каналче (Proximal tubule) C – Дистално каналче (Distal convoluted tubule) D – Юкстагломеруларен апарат (Juxtaglomerular apparatus) 1. Базална мембрана (ламина) (Basement membrane (Basal lamina)) 2. Париетален слой (Bowman's capsule – parietal layer) 3. Висцерален слой (Bowman's capsule – visceral layer) 3a. Крачета (на подоцитите) (Pedicels (Foot processes from podocytes)) 3b. Подоцити, също наричани Бауманови клетки (Podocyte) 4. Бауманово пространство (уринарно пространство) (Bowman's space (urinary space)) 5a. Мезангий – интрагломерулни клетки (Mesangium – Intraglomerular cell) 5b. Мезангий – екстрагломерулни клетки (Mesangium – Extraglomerular cell) 6. Гранулни клетки (Юкстагломерулни клетки) (Granular cells (Juxtaglomerular cells)) 7. Макула денза (Macula densa) 8. Миоцити (гладки мускулни влакна) (Myocytes (smooth muscle)) 9. Вливаща артериола (Аферентна артериола) (Afferent arteriole) 10. Гломерулни капиляри (Glomerulus Capillaries) 11. Изливаща артериола (Еферентна артериола) (Efferent arteriole) |